# Kanchō

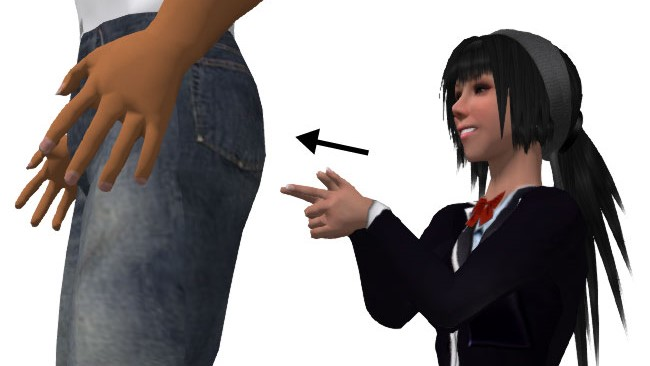
Diagramma che mostra come viene eseguita l'azione

Il kanchō (カンチョー?), noto in Corea del Sud come 똥침?, ddongchimLR  e in Cina come 千年殺S, qiānnián shāP, è uno scherzo comune tra i bambini nei paesi dell'Asia orientale,. Si esegue congiungendo le mani a forma di pistola, con gli indici e i pollici estesi, e cercando di colpire l'ano di un'ignara vittima, spesso esclamando "Kan-CHO!".
La parola kanchō è un'adozione gergale della parola giapponese per clistere kanchō (浣腸?). In conformità con la pratica diffusa, la parola è generalmente scritta in katakana quando è usata nel suo senso gergale, e in kanji quando è usata per clisteri in senso medico.
Nei paesi anglosassoni il kanchō è anche noto come goosing per analogia con il tocco scherzoso delle natiche così chiamato perché, quando applicato come pizzico dal pollice e dalle altre dita, imita il morso di un'oca (goose).
Nella serie di manga e anime Naruto esiste una tecnica analoga chiamata sennen goroshi (千年kし? lett. "mille anni di uccisioni").